# アルベール・カペラニ
アルベール・カペラニ（Albert Capellani, 1874年8月23日 - 1931年9月26日）は、フランスの映画監督、俳優、脚本家、映画プロデューサーである。アメリカ合衆国でも活動した。

## 人物・来歴
1874年8月23日、フランスのパリで生まれる。3歳下の弟ポール・カペラニはのちに長じて俳優となった。
当初のキャリアは舞台俳優であったが映画界に転向し、1904年1月12日にパテ・フレール（パテ）が公開した短篇映画 Peau d'âne を監督したのが、映画界での最初の記録である。以降、パテ・フレールの重要監督として、短篇映画を量産、1907年に監督した『お伽の森』は、同作を機に主演のマックス・ランデーをスターにし、同社の「夢幻劇」のなかでももっとも著名な作品となる。1910年には、ジャン・ラシーヌの最後の戯曲『アタリー』(1691年) を映画化、同作は日本でも、1912年（明治45年）7月1日、小山内薫の泰西名作活動写真会で『エスセリア女王』の題で紹介されている。
1913年に監督した長篇映画『噫無情』で名声を得て、1915年、アメリカ合衆国に招かれる。メトロ・ゴールドウィン・メイヤー（MGM）の前身のメトロ・ピクチャーズで、1919年、アラ・ナジモヴァの同社入社第1作として監督した『紅燈祭』は、日本でも翌1920年（大正9年）12月16日、正規輸入した平尾商会のプリントを大正活映が同題で、上海から並行輸入した中古プリントを国際活映が『赤燈籠』の題でそれぞれ配給し、同日封切が行なわれた。
1922年、『若きダイアナ』を監督したのを最後にアメリカを去り、1923年フランスに戻って、アメリカで得た技術を紹介しようと試みたがうまくいかなかった。同年から麻痺を病み、以降、深刻な病状と逼迫する財政に苦しんだ。
1931年9月26日、パリで死去した。満57歳没。
カペリニ作品はパテ・フレール作品が一部現存しており、2010年の第24回ボローニャ復元映画祭で、同社での『噫無情』やハリウッドでの『紅燈祭』をプログラムに含む特集上映が組まれた。『お伽の森』は「小宮登美次郎コレクション」の1作として、東京国立近代美術館フィルムセンターが所蔵している。

## おもなフィルモグラフィ
特筆以外すべて監督作である。1904年 - 1915年の時期の140作に関しては、短篇が多く、おもなものに留めた。

### 1900年代
- Peau d'âne : 1904年 - 監督デビュー作
- Aladin, ou la Lampe merveilleuse : 1906年
- 『お伽の森』 La Vie de Polichinelle : 1907年
- Riquet à la houppe : 1908年
- Béatrice Cenci : 1908年

### 1910年代
- 『エスセリア女王』 Athalie : 1910年[9][4]
- 『ノートルダムの秘密』 Notre-Dame de Paris : 1911年
- 『紅家の騎士』 Le chevalier de Maison-Rouge : 1912年
- 『ジェルミナル』 Germinal : 1913年
- 『噫無情』 Les Misérables : 1913年
- De afwezige : 1913年
- 『祖国』 Patrie : 1914年
- Camille : 1915年
- 『南国の熱情』 The Feast of Life : 1916年
- 『放浪生活』 La vie de Bohème : 1916年
- 『希望の曙』 The Dark Silence : 1916年
- 『乙女の夢』 The Foolish Virgin : 1916年
- 『日蔭の女』 The Common Law : 1916年
- The Easiest Way : 1917年
- Marie Tudor : 1917年
- American Maid : 1917年
- Daybreak : 1918年
- Social Hypocrites : 1918年
- The Richest Girl : 1918年
- The House of Mirth : 1918年
- 『剣の舞』 Eye for Eye : 1918年 - 共同監督
- 『海の神秘』 Out of the Fog : 1919年
- 『紅燈祭』（別題『赤燈籠』『赤き灯』） The Red Lantern : 1919年
- Oh Boy! : 1919年
- The Virtuous Model : 1919年

### 1920年代
- 『九十三年』 Quatre-vingt-treize : 1921年 - 脚本・共同監督
- 『女占師』（別題『売卜者』） The Fortune Teller : 1920年
- 『改造』（別題『盃の内側』） The Inside of the Cup : 1921年
- 『雁』 The Wild Goose : 1921年
- Sisters : 1922年
- 『若きダイアナ』 The Young Diana : 1922年 - 共同監督（最終監督作）

## 関連事項
- ポール・カペラニ （en:Paul Capellani）
- マックス・ランデー （en:Max Linder）
- メトロ・ピクチャーズ （en:Metro Pictures）
- ボローニャ復元映画祭 （en:Il Cinema Ritrovato）

## 註
1. 1 2 3 4 5 6 7 8 9 10 11  Albert Capellani, Internet Movie Database （英語）, 2010年7月2日閲覧。
2. ↑  Paul Capellani - IMDb（英語）, 2010年7月2日閲覧。
3. 1 2  お伽の森 - フィルム・コレクションに見るNFCの40年、東京国立近代美術館フィルムセンター、2010年7月4日閲覧。
4. 1 2  『日本映画発達史 I 活動写真時代』 、田中純一郎、中公文庫、1975年12月10日 ISBN 4122002850, p.192.
5. 1 2  『日本映画発達史 I 活動写真時代』 、p.332.
6. 1 2 3  Albert Capellani, filmsdefrance.com （英語）, 2010年7月4日閲覧。
7. ↑  Albert Capellani, allmovie （英語）, 2010年7月2日閲覧。
8. ↑  Albert Capellani: un cinema di grandeur、ボローニャ復元映画祭 （イタリア語）, 2010年7月4日閲覧。
9. ↑  エスセリア女王、allcinema ONLINE, 2010年7月4日閲覧。